# John Gay
John Gay (Barnstaple, 30 giugno 1685 – Londra, 4 dicembre 1732) è stato un poeta e drammaturgo britannico.

## Biografia
John Gay nasce a Barnstaple nel 1685 da una famiglia di nobili borghesi. Rimasto orfano all'età di dieci anni, è allevato ed avviato agli studi da uno zio ecclesiastico. Una volta terminati gli studi, Gay viene mandato a Londra a lavorare presso un mercante di seta, ma fa presto ritorno dallo zio in quanto insofferente di tale attività. Al 1708 risale la sua prima composizione, il poemetto parodistico Il vino, ed i primi incontri con i circoli letterari inglesi; tenta inoltre di sistemarsi presso qualche famiglia nobiliare, ma senza successo.
Nel 1712 diventa segretario della duchessa di Monmouth, ma l'amicizia con Jonathan Swift lo aiuterà a trovare un impiego presso Lord Clarendon, ambasciatore di Giorgio I. Allo stesso periodo risale la fondazione dello Scriblerus Club con Pope, Swift e John Arbuthnot. Tuttavia la morte improvvisa della regina Anna d'Inghilterra costringe il Club a sciogliersi e fa perdere a Gay il lavoro dopo appena tre mesi di attività. Tra le molte composizioni del periodo spiccano Rural Sports, che gli valse l'amicizia con Pope, e La settimana del pastore (The Shepherd's Week), sei poesie pastorali che parodiano la poesia arcadica dell'epoca.
Gli anni seguenti sono costellati di viaggi e pubblicazioni. Nel 1718, ispirandosi alle Metamorfosi di Ovidio, scrive il masque Aci e Galatea, per le musiche di Händel. Nel 1720 passa un grave periodo di crisi finanziaria a causa del crollo della South Sea Company, su cui aveva investito i soldi ricavati dalle sue opere letterarie. Nel 1722, grazie all'appoggio di ricchi aristocratici, si riprende dalla crisi ed ottiene un lavoro fisso come Commissario delle lotterie. Due anni dopo tenta di farsi nominare funzionario di corte dedicando una raccolta di favole (Cinquantuno favole in versi) al principe William, il futuro duca del Cumberland, ma senza successo.
Nel 1728 termina la sua opera più celebre, il melodramma satirico L'opera del mendicante (The Beggar's Opera), che debutta a Londra il 29 gennaio nel Lincoln's Inn Fields Theatre. La ballad opera registrò circa sessantadue repliche e fece guadagnare a Gay una cifra di circa settecento sterline. Da questa commedia, Bertold Brecht trarrà ispirazione per la sua Opera da tre soldi (1928). L'idea per questo lavoro fu ispirata di Jonathan Swift, che desiderava veder realizzata una serie di "pastorali quacquere" e indicò il nome di Gay, considerandolo il più adatto a scriverle. Il successo del lavoro si spiega per il gusto della parodia dell'opera italiana, popolare in Inghilterra all'epoca, per la satira politica, per la presenza delle arie inglesi e scozzesi riadattate e per le allusioni umoristiche sulla rivalità tra le "prime donne" Francesca Cuzzoni e Faustina Bordoni.
Il successo del melodramma spinge Gay a comporre un seguito, Polly, ma le ostilità del primo ministro Robert Walpole, preso di mira nella Beggar's Opera, ne precludono la messa in scena. Il dramma è comunque pubblicato ed ottiene un grande successo, circa diecimila copie di vendita.
Gay muore il 4 dicembre 1732 e viene sepolto a Westminster Abbey, nel Poets' Corner, accanto al sepolcro di Geoffrey Chaucer. Sul suo monumento è scritto un epitaffio, composto da Gay stesso sul letto di morte:
Life is a jest, and all things show it,
I thought so once, and now I know it.

## Opere

### Opere principali
- La settimana del pastore, (The Shepherd's Week, 1714)
- Aci e Galatea, (Acis and Galatea, 1718)
- Cinquantuno favole in versi, (Fifty-one Fables in Verse, 1727)
- L'opera del mendicante, (The Beggar's Opera 1728)
- Polly, (1729)

### Opere minori
- I Mohocks (The Mohocks, 1712)
- Lo stato presente dell'arguzia, (The Present State of Wit, 1711)
- La moglie di Bath, (The Wife of Bath 1713)
- Come lo chiamate, (The What D'ye Call It, 1715)
- Trivia, o l'arte di passeggiare per le vie di Londra, (Trivia, or The Art of Walking the Streets of London, 1716)
- Tre ore dopo il matrimonio, (Three Hours After Marriage, 1717)
- I prigionieri, (The Captives, 1724)